# Selander (släkt)
Selander, är en svensk släkt från byn Sel i Ytterlännäs socken i Ångermanland. 

## Historia
Släktnamnet Selander antogs efter födelseorten Sel av hemmansägaren och riksdagsmannen, gästgivaren i Docksta i Vibyggerå socken, Ångermanland, Daniel Selander (1768-1825). 
Daniel Selanders far var Daniel Eriksson (1736-1806), son till Erik Danielsson (1702-1751), son till Daniel Eriksson (född cirka 1670), samtliga från Sel i Ytterlännäs.

## Släkttavla i urval
1. Daniel Selander (1768-1825), hemmansägare och riksdagsman och gästgivare i Docksta, gift med Kristina Elisabet Arenberg, född 19 maj 1769 in Nordanåker, Ytterlännäs. Från deras söner, rektorn i Sundsvall, prosten Erik Daniel Selander (1802-1853) och professor Nils Haqvin Selander, härstammar släktens nu levande två grenar. 
  1. Erik Daniel Selander (1802-1853), kyrkoherde i Docksta, gift med Hedvig Kristina Ottiliana Almqvist, född 16 september 1801 i Uppsala. [2]
    1. Hedvig Elisabet Selander (född 20 maj 1834 i Härnösand). Gift med brukspatron Johan Olof Degerman[3] (Degerfors bruk).
    2. Karl Erik Imanuel Selander (född 22 augusti 1835 i Härnösand)
    3. Axel Bernhard Haquin Selander (född 9 maj 1838 i Härnösand), dansk och rysk vice konsul.[4] Gift med Elise Lundberg.
      1.  Nils Selander, konstnär, gift med Lottie von Ribbeck.

  2. Nils Haqvin Selander, professor.
    1. Nils Selander, överste och memoarförfattare.
      1. Nils Selander (1873-1942), affärsman och överstelöjtnant i Upplands artilleriregementes reserv.
      2. Einar Selander (1875-1930), kommendör.
      3. Edvard Selander, läkare och bakteriolog.
        1. Sten Selander, författare och poet.